# Rio São Sepé
Le rio São Sepé est un cours d'eau brésilien de l'État du Rio Grande do Sul.
C'est un affluent de la rive droite du rio Vacacaí.